# جيمس كانون
جيمس كانون (بالإنجليزية: James Cannon) هو رياضياتي أمريكي، ولد في 1740، وتوفي في 1782.